# Euríbates
Euríbates (en llatí Eurybates, en grec antic Εὐρυβάτης), fou un militar d'Argos, comandant d'un cos de mil voluntaris enviats en ajut d'Egina en la guerra contra Atenes, just abans de la invasió persa (primera part del segle v aC). Va desafiar a quatre atenencs a un combat singular, i en va matar a tres però va ser mort pel quart, Sofanes. Ho explica Heròdot.